# برسلش
بَرسِلُش أو بَرسِلُس أو (نقحرة: بارسيلوس) (بالبرتغالية: Barcelos‏) هي مدينة وبلدية برتغالية تقع شمال غرب البلاد في مقاطعة براغا فس محافظة مينيو. كان عدد السكان 120,391 نسمة في عام 2011،  وبلغت مساحتها 378.90 كيلومتر مربع.

## توأمة
لبَرسِلُش اتفاقيات توأمة مع كل من:
- Kamienna Góra [الإنجليزية]‏
- فييرزو
- بونتيفيدرا
- ساو دومينغوس
- الجديدة
- ريسيفي
- سفيشتوف

## أعلام
- كابوتشو
- هوغو فييرا
- نيلسون أوليفيرا
- إيزابيلا من بارسيلوس
- هوغو فيانا